# Daphnella radula
Daphnella radula é uma espécie de gastrópode do gênero Daphnella, pertencente à família Raphitomidae.